# Hyundai Motor Group

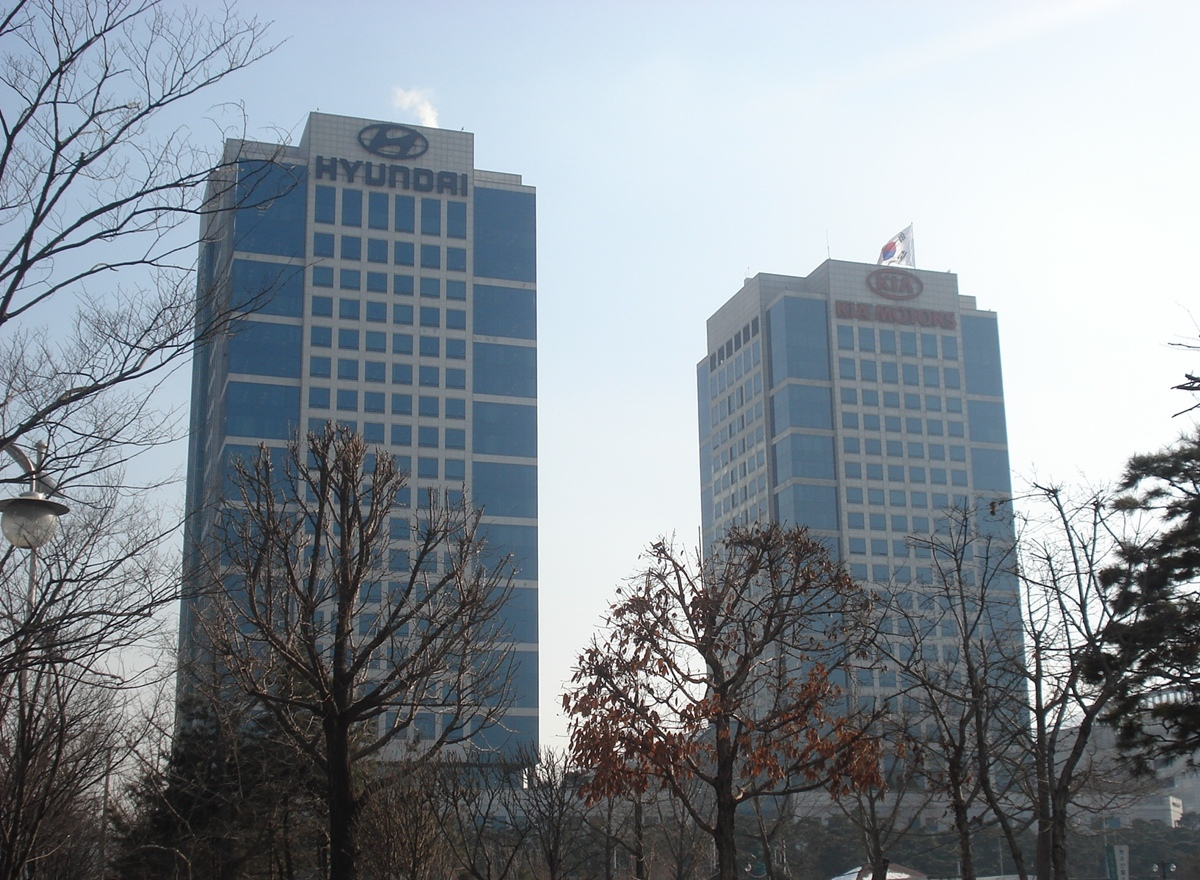
Siedziba Hyundai Motor Group

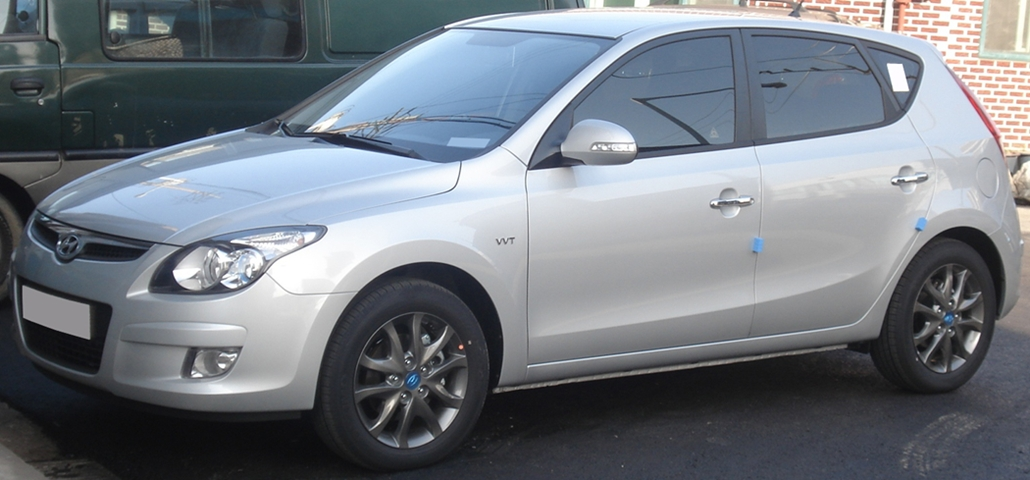
Hyundai i30

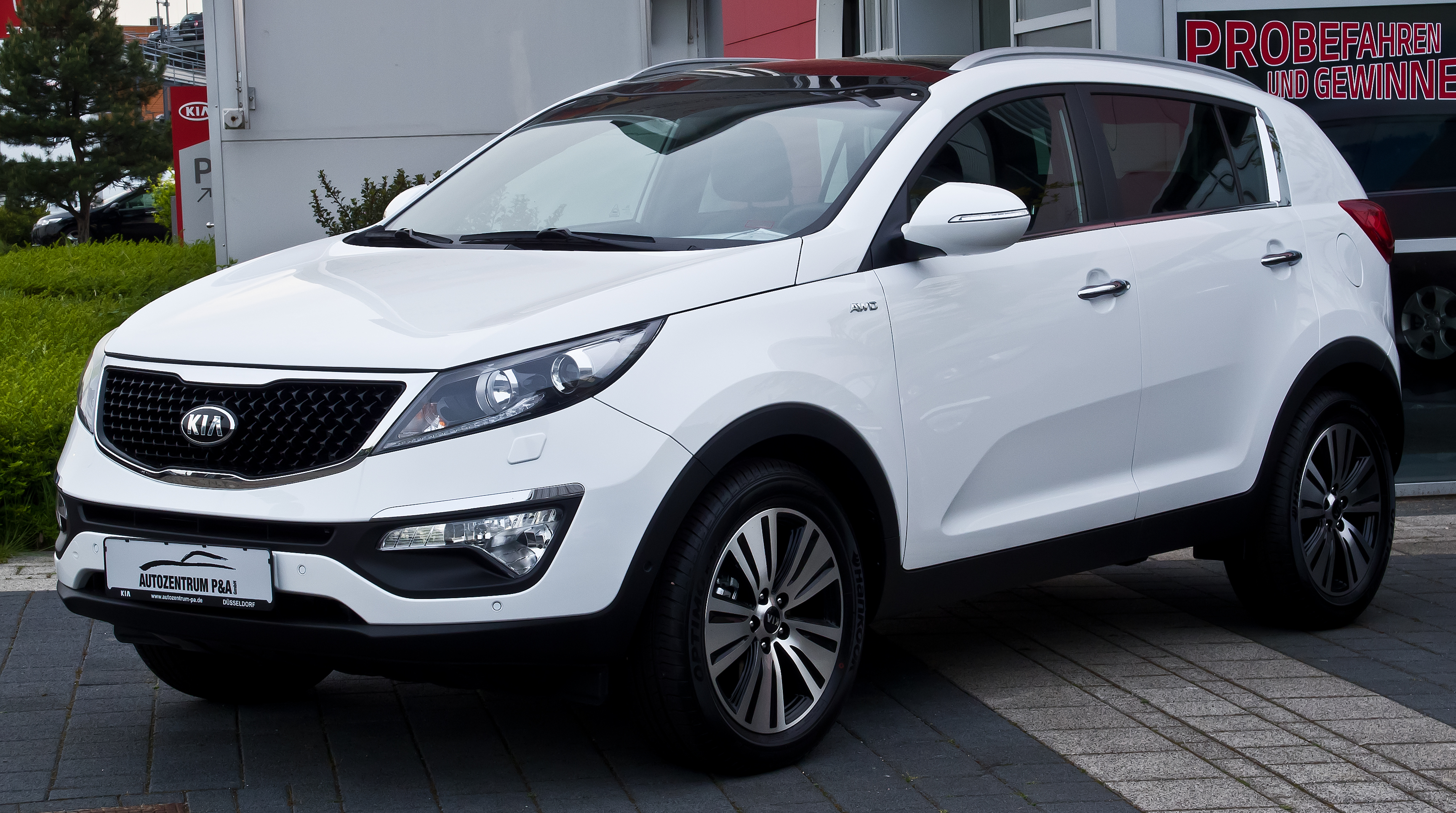
Kia Sportage

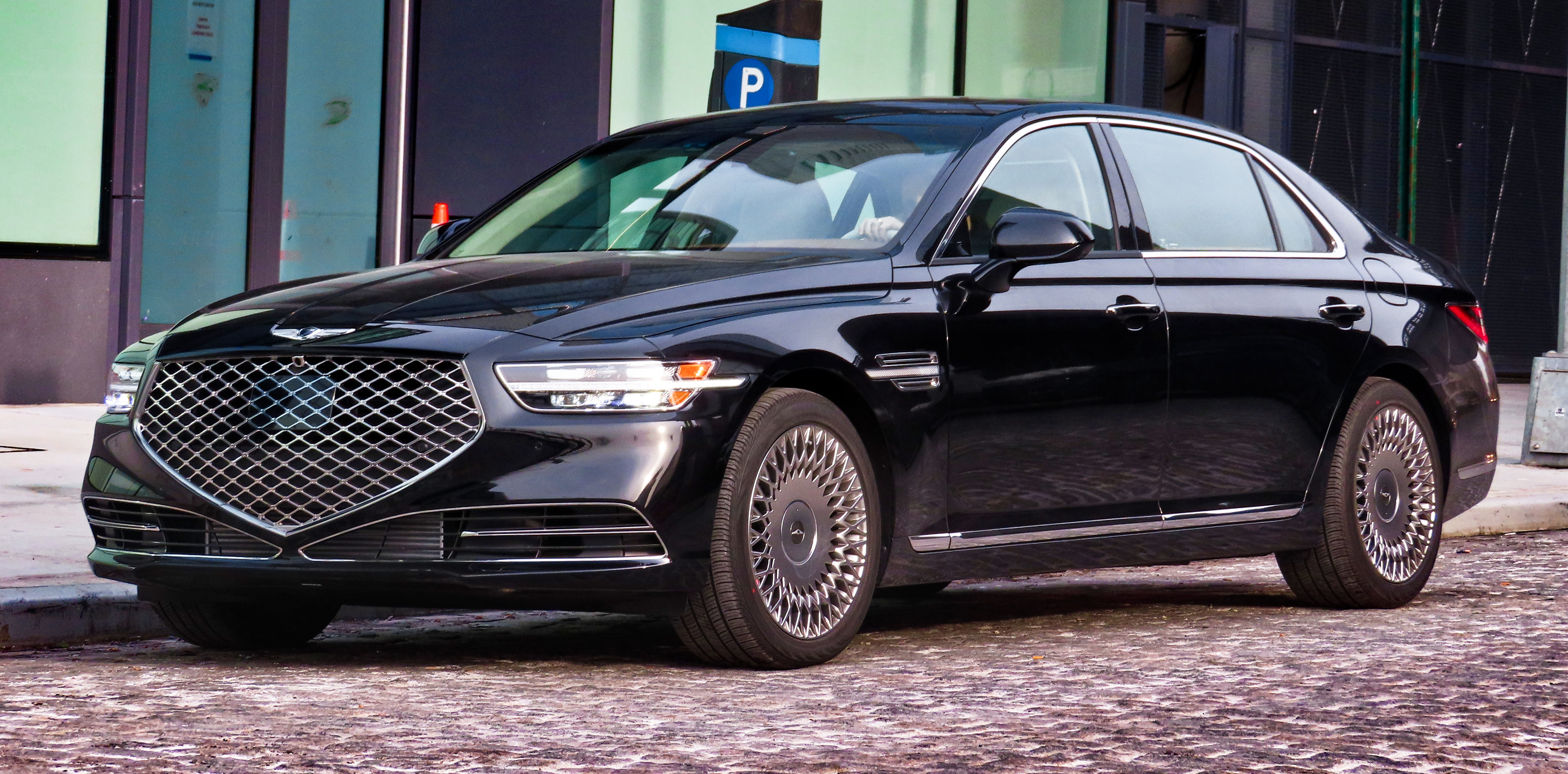
Genesis G90

Hyundai Motor Group – południowokoreański koncern motoryzacyjny powstały w 2000 roku poprzez wydzielenie z konglomeratu Hyundai Group.

## Struktura koncernu

### Marki

#### Obecne
- Hyundai Motor Company[1] – południowokoreański producent samochodów i autobusów działający od 1967 roku,
- Kia Corporation[2] – południowokoreański producent samochodów osobowych i ciężarowych działający od 1944 roku,
- Genesis Motors[3] – południowokoreański producent samochodów luksusowych działający od 2015 roku.

#### Wycofane
- Asia Motors – południowokoreański producent samochodów terenowych i ciężarowych działający w latach 1965–1999,
- Galloper – południowokoreański producent samochodów terenowych i osobowych działający w latach 1991–2003.

### Inne
- Hyundai Motorsport
- Hyundai Mobis
- Hyundai IHL
- Hyundai Wia

## Historia
Południowokoreański czebol Hyundai Group wkroczył do branży motoryzacyjnej w 1967 roku, zakładając producenta samochodów osobowych Hyundai. Produkcję pierwszego pojazdu rozpoczęto w ramach współpracy z Fordem w 1968 roku, rozpoczynając w Ulsan produkcję modelu Cortina.
Po trzydziestu latach rozwoju motoryzacyjnej filii konglomeratu Hyundai Group, w ramach restrukturyzacji wywołanej skutkami azjatyckiego kryzysu finansowego, z końcem lat 90. XX wieku rozpoczęto podział struktury czebolu na uniezależnione podmioty gospodarcze. W efekcie, we wrześniu 2000 roku powstał koncern motoryzacyjny Hyundai Motor Group.
Strukturę koncernu utworzył Hyundai Motor Company, a także przejęte 51% akcji dotychczas konkurencyjnego producenta Kia Motors. Jednocześnie, w strukturę Kii włączono dotychczas oddzielne przedsiębiorstwo Asia Motors. Po wycofaniu z użytku marki Galloper w 2003 roku, przez kolejne 12 lat w skład koncernu Hyundai wchodziło jedynie dwóch głównych producentów, Hyundai Motor Company oraz Kia Motors. Zmianie uległo to w listopadzie 2015 roku, tworząc trzeciego, odrębnego producenta samochodów luksusowych Genesis Motors.
W 2016 roku Hyundai Motor Group pod względem liczby wyprodukowanych pojazdów (7,8 miliona sztuk) był na trzecim miejscu wśród największych producentów samochodów, po Toyocie i Volkswagenie.